# Richard Borg
Pour les articles homonymes, voir Borg.
Richard Borg (né en 1948) est un auteur de jeux de société américain.
Il vit près d'Orlando en Floride.

## Ludographie

### Seul auteur
- Battle of Britain, 1990, TSR
- AD&D Trivia Game, 1991, TSR
- Ces années-là..., 1992, MB

- Bluff, 1993, MB / F.X. Schmid, Spiel des Jahres  1993
- Cardmaster, 1993, TSR
- Bluff, 1994, Parker
- Battle Cry, 2000, Avalon Hill, International Gamers Awards  deux joueurs 2001
- Hera and Zeus, 2000, Kosmos / Rio Grande
- Ho ! Hisse !, 2002, Tilsit / Kosmos
- Mémoire 44, 2004, Days of Wonder, International Gamers Awards  deux joueurs 2004
- Tours de Cochon ou Pig Pile, 2006, University Games / R&R Games
- BattleLore, 2006, Days of Wonder

### Avec Stephen Baker
- Seigneur des Anneaux - Risk, 2003, Hasbro / Parker

### AvecMike Fitzgerald
- Wyatt Earp (Mort ou Vif), 2001, Asmodée / Alea

### AvecAlan R. Moon
- Wongar, 2000, Goldsieber
- Gracias, 2005, Ravensburger
- Warriors, 2005, Face 2 Face Games